# Svenska kommittén för Vietnam
Svenska kommittén för Vietnam (SKfV) var en ideell förening i Sverige till stöd för Nordvietnam och senare Vietnam
Föreningen bildades den 24 januari 1968 med nationalekonomen Gunnar Myrdal som ordförande. Den 13 februari antog föreningen ett program, "Appell för Vietnams folk" som låg nära de fredsvillkor som FNL och Nordvietnam då ställde.
Den 21 februari 1968 anordnade föreningen ett fackeltåg genom Stockholm. I fackeltåget medverkade ecklesiastikministern Olof Palme tillsammans med Nordvietnams ambassadör i Moskva och detta ledde till diplomatiska förvecklingar mellan Sverige och USA.
Myrdal efterträddes 1971 som ordförande av riksdagsledamoten Birgitta Dahl. 1975 bytte föreningen namn till Svenska kommittén för Vietnam, Laos och Kambodja. Andra aktiva i föreningen var Hans Göran Franck och Anita Gradin.